# Andrea Doria (1891)
«Андреа Доріа» (італ. Andrea Doria) - броненосець типу «Руджеро ді Лаурія» Королівських військово-морських сил Італії кінця 19 сторіччя.

## Історія створення
Броненосець «Андреа Доріа» був закладений 7 січня 1882 року на верфі «Arsenale militare marittimo della Spezia» Ла-Спеція. Спущений на воду 21 листопада 1885 року, вступив у стрій 16 травня 1891 року.
Свою назву отримав на честь генуезького адмірала та державного діяча Андреа Доріа.

## Історія служби
Після вступу у стрій на маневрах 1893 року «Андреа Доріа» був включений до складу 2-ї Дивізії Активної ескадри, разом із флагманським броненосцем «Італія», торпедним крейсером «Іріде» та чотирма міноносцями. Дивізія імітувала напад французького флоту на італійське узбережжя.
Того ж року «Андреа Доріа» у складі ескадри італійських кораблів здійснив візит у Спітгед, Велика Британія. Наступного року ця ж ескадра здійснила візит у Німеччину на Церемонію відкриття Кільського каналу.
На маневрах 1896 року «Андреа Доріа», однотипний «Франсеско Морозіні» та бронепалубний крейсер «Джованні Бозан» відпрацьовували захист італійського узбережжя від ворожого флоту, роль якого грали застарілі кораблі.
У 1899 році броненосці «Андреа Доріа», «Руджеро ді Лаурія», «Січілія» та «Сарденья» взяли участь у морському огляді в Кальярі для італійського короля Умберто I, на якому були також присутні французька та британська ескадри.
У 1900 році на кораблі були додані по 29 малокаліберних гармат (2 x 75-мм гармати, 10 x 57-мм гармат та 17 x 37-мм гармат).
У 1905 році «Андреа Доріа» та однотипні броненосці були переведені до складу Резервної ескадри, де кораблі більшу частину року перебували у порту, без виходів у море, і зі скороченим екіпажем.
15 січня 1911 року «Андреа Доріа» був виключений зі складу флоту. Він використовувався як плавуча база в Таранто. Незадовго до початку першої світової війни корабель був перейменований на «GR 104» (щоб звільнити ім'я новозбудованому лінкору) та служив як сторожовий корабель у Бріндізі. Після закінчення війни він був перетворений на плавучий склад палива в Таранто. У 1929 році корабель був зданий на злам.